# Rosemarie Simmen

Rosemarie Simmen, 1992 im Ständerat

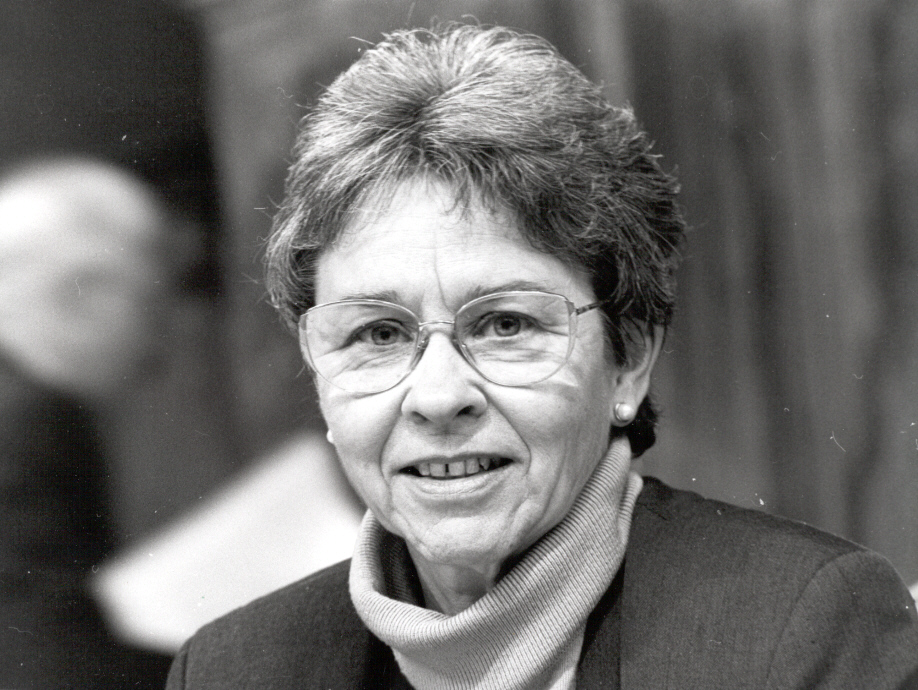
Rosemarie Simmen (1994)

Rosemarie Simmen, auch Rosmarie Simmen (* 10. September 1938 in Zürich als Rosemarie Messmer; heimatberechtigt in Realp, Solothurn und Zürich; † 1. April 2024) war eine Schweizer Politikerin (CVP).

## Leben
Simmen wuchs in Zürich im Kreis 4 auf und machte an der ETH Zürich ein Pharmaziestudium, das sie 1964 mit dem Staatsexamen als Apothekerin abschloss. Sie arbeitete als Offizinapothekerin in der Deutschschweiz, in Genf und Berlin.
1981 wurde sie für die CVP in den Verfassungsrat des Kantons Solothurn gewählt, 1983 in den solothurnischen Kantonsrat. 1987 wurde sie für den Kanton Solothurn in den Ständerat gewählt. Dieses Mandat bekleidete sie bis 1999, als sie auf eine Wiederkandidatur verzichtete. Während ihrer Zeit als Ständerätin war sie zeitweise Präsidentin der Kommission für Wirtschaft und Abgaben, Vizepräsidentin der Aussenpolitischen Kommission, Mitglied der Kommission für Wissenschaft, Bildung und Kultur und der Kommission für soziale Sicherheit und Gesundheit, sowie Präsidentin der Schweizer Delegation bei der Interparlamentarischen Union.
Von 1990 bis 1997 präsidierte sie die Schweizer Kulturstiftung Pro Helvetia. Von 1999 bis 2001 war sie Präsidentin der Eidgenössischen Ausländerkommission. Zudem präsidierte sie 1999 bis 2007 die Kommission der Schweizerischen Nationalbibliothek.

## Persönliches
Rosemarie Simmen war verheiratet mit André Simmen und hatte drei Töchter. Sie verstarb Anfang April 2024 im Alter von 85 Jahren.